# Gustavia inakuama
Gustavia inakuama är en tvåhjärtbladig växtart som beskrevs av Scott A. Mori. Gustavia inakuama ingår i släktet Gustavia och familjen Lecythidaceae.
Artens utbredningsområde är Peru. Inga underarter finns listade i Catalogue of Life.